# Aleksinica
Aleksinica ist ein Dorf, das zur Stadt Gospić in der kroatischen Gespanschaft Lika-Senj gehört.
Bekannt ist das Dorf für die Pfarrkirche St. Johannes der Täufer, erbaut im Jahre 1695 von Marko Mesić.
1971 gab es in diesem Dorf noch 457 Einwohner, doch die Einwohnerzahl sank 1981 auf 272 Einwohner ab, 1991 auf 258 und 2001 wohnten nur noch 220 Bewohner dort.